# Nika von Altenstadt
Nika von Altenstadt (* 8. August 1965 in München; bürgerlich Nicola Schmidt von Altenstadt) ist eine deutsche Schauspielerin und Drehbuchautorin.

## Leben
Nach der Schauspielausbildung in Köln besuchte von Altenstadt die Pantomimenschule École Internationale de Minodrame von Marcel Marceau in Paris. Anschließend spielte sie jahrelang Theater in Köln, München, Münster und Bonn und wirkte in diversen Hörfunk-Produktionen mit.
Ihre Filmkarriere begann 1992 mit einer Hauptrolle in dem Low-Budget-Film Krautboys – Die einzig wahre Al Gringo Story des Filmemachers Hansjörg Thurn. Von Januar 1995 (Folge 474) bis zu ihrem Serientod im Februar 1998 (Folge 635) spielte sie in der ARD-Serie Lindenstraße die Rolle der „Sonia Besirsky“. Es folgten weitere Auftritte in Fernsehserien wie Die Kommissarin, Schimanski und Alles Atze. Als Drehbuchautorin arbeitete sie unter anderem für den Kinofilm Barfuss, bei dem Til Schweiger die Regie führte. Im März 2020 (Folge 1754) hatte sie als Geist einen Gastauftritt in der Lindenstraße.
Sie lebt in Bergisch Gladbach.

## Filmografie
- 1992: Krautboys – Die einzig wahre Al Gringo Story
- 1994: Die Kommissarin (Fernsehserie, 1 Folge)
- 1995–1998, 2020: Lindenstraße (Fernsehserie)
- 1995: Entführung aus der Lindenstraße (Fernsehfilm)
- 2000: Alles Atze (Fernsehserie, 1 Folge)
- 2001: Alphateam – Die Lebensretter im OP (Fernsehserie, 1 Folge)
- 2001: Schimanski: Kinder der Hölle (Fernsehreihe)
- 2003: Andi Ommsen ist der letzte Lude
- 2009: Männerherzen
- 2009: Zweiohrküken
- 2011: Männerherzen … und die ganz ganz große Liebe